# Ziegelhütte (Püchersreuth)
Ziegelhütte ist ein Ortsteil von Püchersreuth im Landkreis Neustadt an der Waldnaab des bayerischen Regierungsbezirks Oberpfalz.

## Geographische Lage
Ziegelhütte liegt 1,3 km östlich von Püchersreuth an der Straße nach Ellenbach.

## Geschichte
Ziegelhütte wurde im Matrikel Regensburg von 1838 mit 2 Einwohnern und einem Wohngebäude erstmals genannt als Teil der Pfarrei Püchersreuth.
In der historischen Karte von 1817–1841 ist Ziegelhütte eingetragen.
Das Ortsverzeichnis Bayern von 1875 führte Ziegelhütte auf mit 4 Einwohnern, 3 Gebäuden und 3 Rindviechern.
Ziegelhütte gehörte zur Gemeinde Püchersreuth.

## Einwohnerentwicklung in Ziegelhütte ab 1838
(Quelle:)
| Jahr | Einwohner | Gebäude |
| ---- | --------- | ------- |
| 1838 | 2         | 1       |
| 1871 | 4         | 3       |
| 1885 | 6         | 1       |
| 1900 | 7         | 1       |
| 1925 | 5         | 1       |

| Jahr | Einwohner | Gebäude |
| ---- | --------- | ------- |
| 1950 | 10        | 1       |
| 1961 | 3         | 1       |
| 1970 | 5         | k. A.   |
| 1987 | 3         | 1       |
| 2011 | 5         | k. A.   |